# Adam Kimbisa
Alhaj Adam Kimbisa (n. Dar es-Salam, 1952) es un político de Tanzania.
Kimbisa está casado y tiene cuatro hijos. Actualmente se desempeña como alcalde de Dar es-Salam, la mayor ciudad de su país en población. Desde su puesto ha criticado a instituciones financieras por la falta de apoyo económico hacia su país. 
Desde 2003 es también Secretario General de la Cruz Roja en su país, desde donde realiza importantes tareas de asilo y contención de refugiados de países vecinos como Ruanda, Burundi o el Congo-Kinsasa.